# أنا رجل واحد وأنت قبيلة من النساء
أنا رجل واحد وأنتِ قبيلة من النساء، مجموعة شعرية من مؤلفات الشاعر العربي السوري نزار قباني، صدرت في عام 1993، عن منشورات نزار قباني في بيروت، لبنان.